# 布里 (地区)
布里（法語發音：[bʁi] ⓘ）是一个法国的一个传统地区，位于巴黎盆地东部，地处马恩河谷、奧爾日河谷、塞纳河谷和法兰西岛坡地（Côte d'Île-de-France）之间，占地面积约5000平方公里。该地区今以出产于该地的奶酪而闻名。 
布里地区按地理划分为上布里（Haute-Brie，位于莫城附近）和下布里（Basse-Brie，位于普罗万附近），按历史则划分为法兰西布里（Brie française，位于布里孔特罗贝尔附近）、香槟布里（Brie champenoise，位于莫城附近）和贫瘠布里（Brie pouilleuse，位于蒂耶里堡附近） 。 
布里的居民被称为“Briard”，而布里本身有时也用“Pays Briard”来表示，特别是在本地产品的标签上。

## 地名
布里于632年在圣法尔（sainte Fare）的遗嘱中以“situm in Briegio super flviolum Alba”首次被提及，此后有Briegus saltus、Brigia sylva、Brigensis saltus等名称。